# 立花種恭

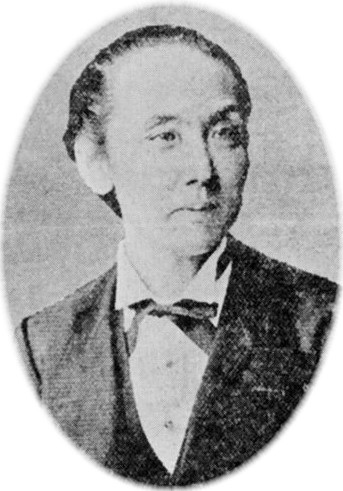
立花種恭

立花 種恭（たちばな たねゆき）は、江戸時代後期の大名。陸奥国下手渡藩の第3代藩主。のち筑後国三池藩主となり廃藩を迎えた。通称は鐘之助（しょうのすけ）、官位は出雲守。廉斎（れんさい）と号した。明治時代に子爵を授爵する。貴族院議員。

## 生涯
天保7年（1836年）、2代藩主・立花種温の叔父・立花種道（立花種周の五男）の長男として誕生した。嘉永2年（1849年）に種温が死去したため、その養子として跡を継いだ。その翌年、所領のうち伊達郡内の3078石余に代えて筑後三池郡内で5071石を与えられた。
幕末期には佐幕派として行動し、14代将軍・徳川家茂の側近として文久2年（1862年）6月に大番頭となり、長州征討でも幕府軍として参加した。文久3年（1863年）には若年寄、慶応3年（1867年）には老中格兼会計総裁となるが、翌年3月に罷免された。戊辰戦争では下手渡側の藩士が奥羽越列藩同盟に参加する。だが、既に三池側の藩士の意向で藩論は新政府への恭順に決定され、藩主である種恭も京都に入っていた。この矛盾した行動は、8月に種恭が奥羽鎮撫の命を受けたことで同盟側の知ることとなり、仙台藩によって攻撃され藩庁の下手渡陣屋を焼失した。9月には新政府の命を得て、居を三池に移した。
明治2年（1869年）、版籍奉還により知藩事となった。明治4年（1871年）、廃藩置県により退任した。明治10年（1877年）10月17日から明治17年（1884年）5月24日の間、学習院初代院長を務める。同年7月8日、子爵となる。明治23年（1890年）7月10月、貴族院子爵議員に選出され、死去するまで在任した。その他、華族会館副幹事、同学務局長、宮内省御用掛、同省爵位局主事などを務めた。
柔道の講道館創始者の嘉納治五郎は学習院時代の部下であり、立花が揮毫した『講道館』の扁額は小石川下富坂町にあった当時の講道館道場に掲げられていたと伝わる。
明治38年（1905年）に死去した。享年70。

## 家族
父母
- 立花種道（実父）
- 立花種温（養父）

妻
- 牧野辰子[4] - 牧野節成の三女

子女
- 立花種政[5]（長男）
- 立花種忠（次男）生母は辰子（正妻）
- 立花敬子 - 子爵渡辺寛綱夫人

## 栄典
- 1884年（明治17年）7月8日 - 子爵[6]
- 1905年（明治38年）1月20日 - 御紋付御杯[7]
- 1905年（明治38年）1月30日 - 従二位[8]

## 関連作品
テレビドラマ
- 『徳川慶喜 (NHK大河ドラマ)』（1998年、NHK大河ドラマ、出演：伊丹幸雄）
- 『青天を衝け』（2021年、NHK大河ドラマ、出演：蔵原健）